# Famille Agnusdei
 (juillet 2024).
La famille Agnusdei  (ou Agnusdio) est une famille patricienne de Venise, originaire d'Altino.

## Historique

Armes des Agnusdio : d'azur, à l'agneau pascal d'argent, passant et regardant, tenant une croix latine de gueules.

Selon la légende, ils furent les fondateurs de l'église des Saints Blaise et Cataldo à la Giudecca, où aujourd'hui se trouve le Moulin Stucky. Une branche de la famille s'éteignit avant la clôture du Maggior Consiglio, tandis qu'une autre y fut incluse. La famille s'éteignit avec un Chiario, résident en campo San Basso et décédé dans la deuxième moitié du XIVe siècle (vers 1379).

## Personnalités
- Gualtieri Agnusdio († 1272), évêque de Castello de 1255 à sa mort.

## Demeure

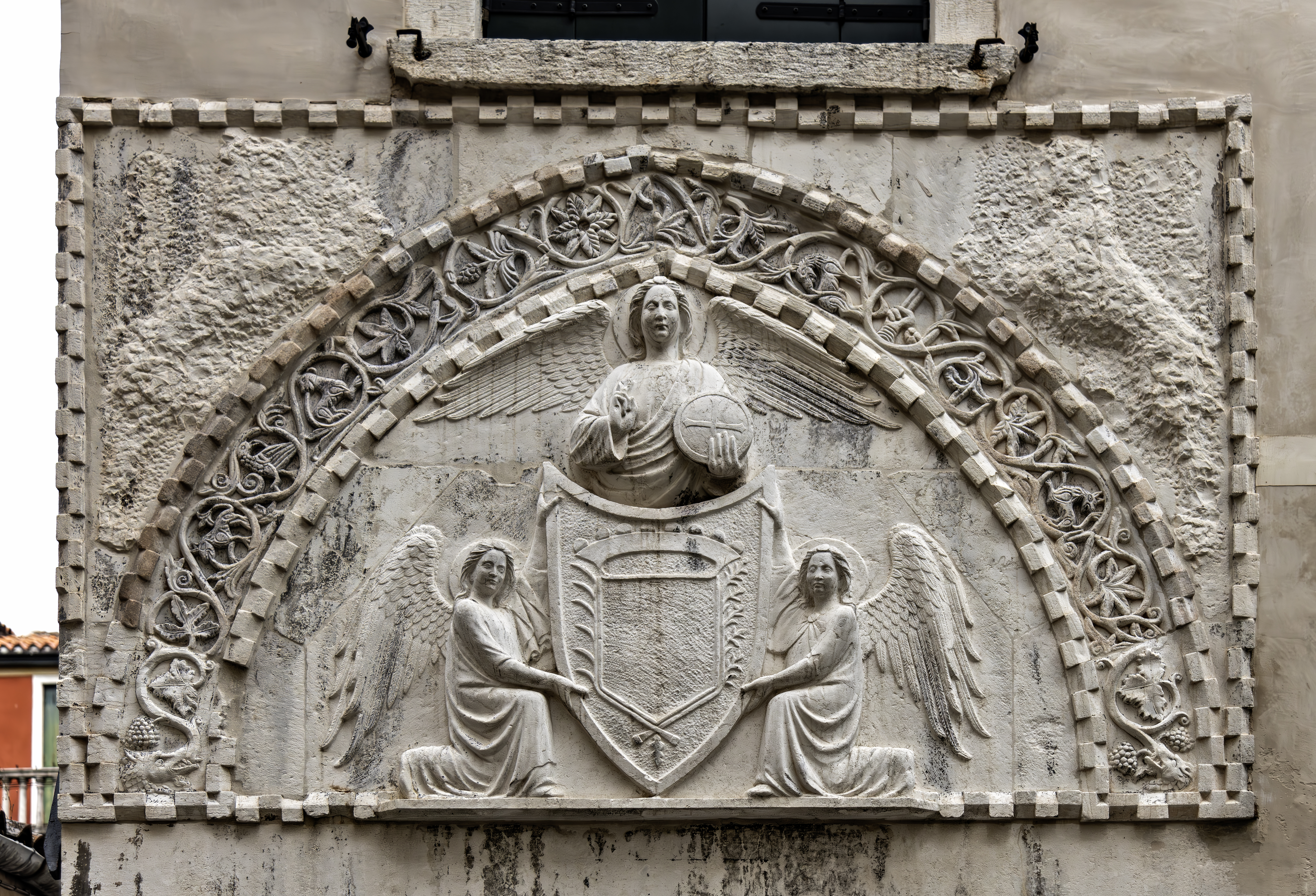
Fronton de l'entrée principale

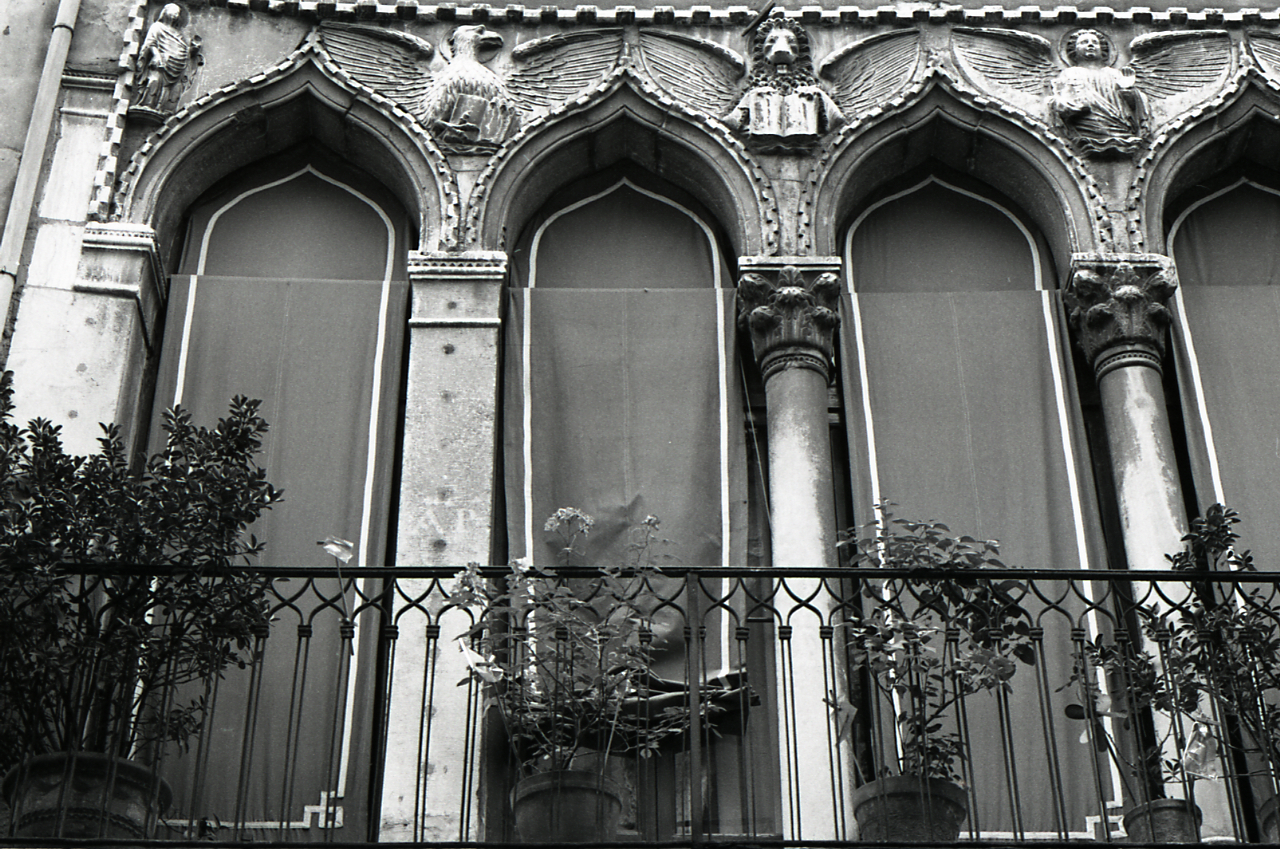
Palais Agnusdio ou des Quatre Évangélistes, à Santa Croce, Venise, detaille de la façade. Photo par Paolo Monti, 1970.

- Palais Agnusdio ou des Quatre Évangélistes, à Santa Croce.